# Melpomene huancabambensis
Melpomene huancabambensis är en stensöteväxtart som beskrevs av Lehnert. Melpomene huancabambensis ingår i släktet Melpomene och familjen Polypodiaceae. Inga underarter finns listade.